# رشيد العبيدي
رشيد عبد الرحمن صالح العبيدي (1940 - 2007) أديب ولغوي وشاعر ومؤرخ عراقي ويعد من أبرز الأدباء والشعراء في العراق.

## ولادته ونشاته
ولد رشيد العبيدي في بغداد بمنطقة الأعظمية في عام 1940م
، ولقد أكمل دراسته الابتدائية والثانوية في الاعظمية، ثم تخرج من كلية الاداب قسم اللغة العربية في جامعة بغداد في عام 1962م، ونال درجة الماجستير عام 1966م، بتقدير امتياز من كلية الآداب في جامعة القاهرة عن رسالته الموسومة (أبو عثمان المازني ومذهبه في الصرف والنحو)، وبعدها حصل على شهادة الدكتوراه بتقدير الامتياز والشرف الأولى عام 1972 من كلية الاداب بجامعة القاهرة، ونال لقب الاستاذية في جامعة بغداد عام 1984م.

## حياته العملية
بدأ التدريس في المدارس الابتدائية في الكاظمية ثم ثانوية الصويرة عام 1961م، وكذلك في دار إعداد المعلمين وعمل مدرسا بالتعليم الثانوي في كل من الكويت وبغداد، ومدرسا بجامعة بغداد عام 1967م، وكليتي الشريعة والتربية بمكة المكرمة وجدة للفترة من عام 1968م إلى 1972م، وكلية الآداب بمراكش وفاس للفترة من عام 1981م إلى 1984 م، وشغل رئاسة قسم اللغة العربية في كلية التربية ابن رشد في جامعة بغداد عام 1974م، لغاية عام 1975م، ومديرا لمركز البحوث والدراسات الإسلامية في الجامعة العراقية بغداد عام 1995م لغاية عام 2002م، بعدها أصبح رئيسا لقسم اللغة العربية في كلية الآداب الجامعة العراقية عام 2005م، لغاية 2007م، ليعين عميدا لكلية التربية للبنات عام 2005م، ولغاية 2007م.

## مؤلفاته وأعماله
له أكثر من مائة وخمسين بحثا في اللغة العربية والأدب ومناهج البحث وتحقيق النصوص وإحياء التراث العربي الإسلامي، وقد نشر العديد من قصائده الشعرية في الصحف والمجلات العراقية والعربية.
ومؤلفاته يدور معظمها في فلك اللغة وعلومها مثل:
- أبو عثمان المازني النحوي
- الإعراب عن قواعد الإعراب لابن هشام (تحقيق)
- تهذيب اللغة للأزهري (استدراك على أجزائه)
- مشكلات التأليف اللغوي - أبحاث ونصوص في فقه اللغة
- معجم مصطلحات العروض والقوافي
- مضاهاة شعر المتنبي لكلام أرسطو للحاتمي (تحقيق)
- غراب البين في شعر العرب
- الحمام السجاع في الشعر العربي
- الأدب والنفس البشرية
- الألسنية والبحث اللغوي العربي
- عيوب اللسان واللهجات المذمومة
- معجم الصوتيات.[4]
- الأزهري والمعجمية العربية
- مباحث في علم اللغة واللسانيات

## الندوات والمؤتمرات
شارك الأديب الشاعر في ندوات ومؤتمرات علمية داخل وخارج العراق ومنها:-
- ندوة طوقان عن ابن كمال باشا في تركيا عام 1976
- ندوة السيوطي في مؤتة في الأردن عام 1992
- ندوة القاضي عبد الوهاب المالكي في الإمارات العربية المتحدة عام 2003
- وكذلك مثل العراق في مؤتمر لوكربي في ليبيا

واشرف الراحل على مناقشة الكثير من الرسائل الجامعية للطلبة عراقيين وعرب، ومشاركته في الجمعيات العلمية والادبية منها:
- عضو هيئة التحرير لمجلة جامعة الكوفة
- عضو جمعية الكتاب والمؤلفين العراقيين
- عضو المجمع العلمي العراقي
- عضو اتحاد المؤرخين العرب
- عضو اتحاد الاجتماعيين العرب
- عضو رابطة التدريسيين الجامعيين العراقية

## من قصائده
قصيدة "رفيق الكتاب":

## وفاته
توفي الأستاذ رشيد عن عمر ناهز السبعين عاما أثر جلطة دماغية أصابته صبيحة يوم الجمعة 21 محرم 1428هـ/ 9 شباط 2007م، تاركا أرثاً وتراثا علمياً مكتوباً ومدوناً، ولقد ألف الاستاذ الدكتور شاكر محمود السعدي كتابا عن حياته وجهوده، وقامت الجامعة العراقية بطبعه ونشره سنة 2011م.

## روابط خارجية
- موقع كلية الاداب الجامعة العراقية
- البابطين للابداع الشعري
- موقع ديوان العرب